# Utrecht Skate Parade
De Utrecht Skate Parade is een parade gehouden door skaters in de Nederlandse stad Utrecht. De parade wordt van mei tot en met september wekelijks gehouden sinds 2000. Het evenement wordt georganiseerd door Stichting Utrecht Skate Parade en draait volledig op vrijwilligers. De tocht wordt door de politie begeleid. De Utrecht Skate Parade heeft gemiddeld meer dan 250 deelnemers.
Sinds 2017 geldt er een minimumsnelheid van 16 kilometer per uur, deelnemers die deze snelheid niet kunnen bijhouden worden geadviseerd om niet deel te nemen.
De start is op vrijdagavond vanaf Lucasbolwerk, en in twee uur wordt een tocht van 25 kilometer door de stad Utrecht gemaakt.